# DESTINY CONNECT
『DESTINY CONNECT』（ディスティニーコネクト）は、日本一ソフトウェアより2019年3月14日に発売されたゲームソフト。PlayStation 4・Nintendo Switchのマルチプラットフォーム。

## 概要
日本一ソフトウェアの新規IPによるRPG。『世界一長い5分間』に続くSYUPRO-DXとの協業タイトル。
日本ソフトウェアのRPGタイトルとしては初のフルポリゴンのグラフィックを採用している。
タイムトラベルをテーマとしており、地方都市に訪れる運命を変えるために、一つの街の色々な時代を旅する少年少女たちと1体のタイムマシン機能を有するロボットによって物語が展開される。
キャッチコピーは「かつて 子供だったあなたと、いつか 大切なひとを見つけるキミへ。」。

## あらすじ
古い歴史を持つ電気と歯車の街「クロックニー」。
そこに住む10歳の少女シェリー=オールデイズはそこで平和に暮らしていた。
1999年12月31日の「ソウルマン・フェス」にママと出かけたとき、2000年1月1日になった途端に、時間が止まってしまう。シェリーとママはその異変から逃れた。
ママと離れ離れになった後、この異変を探るために、家の地下に眠っていたロボットアイザックと、同じように異変を免れた幼馴染ペグレオ=バクファーレンとともに、1970年のクロックニーに旅立つ。

## システム

### パーティー編成
登場キャラクターは5人。戦闘は3人で行う。アイザックは入れ替え不可の固定なので、残り2人の人間キャラクターを選ぶ。
戦闘に参加していないキャラクターにも均等に経験値が入る。

### スキルとSP
戦闘ではダメージを与えたり受けたりすると、SPがたまる。最大300SP。
キャラクターやアイザックのフォームごとにスキルが違うが、100SPを消費するスキルは4つ、200SPを消費するスキルは3つ、300SPを消費するスキルは2つは共通している。

## 登場人物

### パーティーメンバー
シェリー=オールデイズ
武器:ドライヤー銃
今作の主人公。1990年4月8日生まれのB型。一人称は「わたし」もしくは「あたし」。
元気いっぱいでお転婆な女の子。幼馴染のペグレオを振り回している。
本当は、パパとママを想う優しい女の子で、パパとママを助けようと宣言したり、自分を犠牲にして仲間を回復させるなど勇気ある一面もある。
一度魂が散り散りになってしまったが「英魂の儀」によって復活した。
HPと攻撃力が低いが、使い勝手の良いスキルが揃う。
アイザック
シェリーの家の地下室にて、眠っていた自立型時空間超越歯車式機械。一人称は「私」。
その正体はチートシタイン博士とシェリーのパパが作ったタイムマシン。
シェリーを守るために行動する。シェリーのパパを大親友だと言うが、パーツの欠損で記憶があいまいになっている。
「ガーディアンフォーム」「レスキューフォーム」「アウトローフォーム」「チャンピオンフォーム」「ブシドーフォーム」「ビーストフォーム」の6つのフォームがある。
物語の要であり、アイザックのHPが0になるとゲームオーバーになる。
フォームによってステータスや弱点属性、スキルなどが異なる。
ペグレオ=バクファーレン
武器:背負っている黄色いリュックサック
シェリーの幼馴染みの男の子。1990年12月23日のO型。一人称は「ぼく」。
気弱で臆病だが情に厚い。機械いじりが得意で、発明品で戦う。
雷属性に耐性があり、火属性に弱い。自分の発明品を使うトリッキーなスキルを使う。
トゥルース=オールデイズ
武器:エレキギター
シェリーたちが1970年のクロックニーで出会う男の子。1960年6月9日生まれのAB型。一人称は「オレ」。
やんちゃ坊主であり、親友のダンプティとデパート「セイブ・ザ・クイーン」に忍び込んだ。
ガサツな一面もあるが、正義感が強い。アリアに好意を寄せているが、気づかれていない。
シェリーたちに恩を返す形で仲間になる。
ソウルマンに憧れているが、自分が後のソウルマンであることは最後まで気づいていなかった。
火属性に耐性があり、氷属性に弱い。敵や弱体させたり、味方を強化するスキルを使う。
オルタナ
武器:対メカ殲滅用の剣
1999年12月31日のクロックニーで、メカに襲われたシェリーたちを助けた男の子。2020年3月15日生まれのB型。一人称は「オレ」。
口数は少ないが、熱い意志を持つ。
その正体はシェリーとペグレオの間に生まれた息子。
氷属性に耐性があり、雷属性に弱い。強力な攻撃スキルを使う。

### サブキャラクター
パパ
シェリーの父親。仕事で忙しく半年ほど家を留守にしていた。集中すると、周りの音が聞こえなくなる。
その正体は1985年にチートシタイン博士とともにアイザックを作り、クロックニーを救ったヒーロー「ソウルマン」本人。
ママ
シェリーの母親。いつも優しい。
1970年にステータス・マックスに襲われて死亡したはずだったが、パパが歴史を変えたので1985年では彼と結婚していることになった。
アリア　
過去の街で出会う優しい女の子。「カフェ・ブロッサム」のお手伝いをしている。トゥルースやダンプティとも仲良し。お店のおススメメニューはチェリーパイ。
バクデール=チートシタイン
通称は孤高の天才科学者「チートシタイン博士」。白衣を着てシルクハットをかぶった老人。チェリーパイが好物。
シェリーのパパを助手にして、ともにアイザックを作った。
10歳のトゥルースからは「チートのオッサン」と呼ばれており、「博士と呼ばんか」と注意している。
ダンプティ=バクファーレン
「バクファーレン・コレクタブルズ」の主人で、ペグレオの父。トゥルースの親友でもある。1960年10月10日生まれのO型。
物語序盤で身体が機械になってしまうが、その技術でアイザックの改造などをしてくれる。
リンダ=ブロッサム
「カフェ・ブロッサム」の店主で、シェリーの祖母であり、アリアの母。1932年11月7日生まれのA型。
シェリーとは気が合う。
オルタナの母
オルタナの母親で、亡くなった夫の眼鏡をかけた金髪のシニヨンが特徴の女性。
その正体は、劇中では明言されないがシェリーである。エンディングでは歴史が変わって夫が生きていることになったので、眼鏡をかけていない。
オルタナの父
エンディングのみ登場するオルタナの父。
2025年（オルタナが5歳の時）に病死していたが、歴史が変わって病気にならず生きていることになった。
その正体は、劇中では語られていないがペグレオである。
アダムスキー=オールデイズ
1000年前（西暦1000年）に女神像を見つけたクロックニーの街の始祖。元々は農夫だったが、住んでいた場所が災害に遭ってしまい、家族と友人を亡くした。

### 敵キャラクター
サーベンディング
自動販売機型のロボット。
ステータス・マックス
洗濯機やアイロン、掃除機を組み合わせたロボット。
ソウルマンによって倒された。
アーケード・ベニー
テレビの山のようなロボット。
「ジャンク・ベニー」は雷属性が弱点。
サー・アンゴルモア
「終焉」。
ディスデス・ギア
今作のラストボスである女神像。女神に感謝しなくなった怒りを暴走させていたが、オールデイズの一族に止めてもらうことを望んでいた。

## クロックニー
今作では、地方都市「クロックニー」が舞台である。ここでは「モノには魂が宿る」という精神を重んじており、古いモノでも大切にしている住民がいる。
カフェ・ブロッサム
シェリーの祖母リンダのカフェ。
バクファーレン・コレクタブルズ
ペグレオの父ダンプティが主人の工房。先代はハンプティ。
セイブ・ザ・クイーン
創業1000年の老舗デパート。
ソウルマン・フェス
12月31日から1月1日にかけて行われる新年を祝うお祭り。英雄「ソウルマン」を称えるため30年前に始まった。盛大な花火と野外ライブで盛り上げている。
忘れ去られた古城
湖の中にある観光名所。12月31日にここでランタンを浮かべて新年を祝う。